# Oleg II di Rjazan'
Oleg II di Rjazan' (in russo Оле́г Ива́нович Ряза́нский ?) (Rjazan', ... – Solotča, 1402) fu principe di Rjazan' dal 1350 fino alla sua morte.
Durante la sua vita, egli combatté contro la Moscovia, il Granducato di Lituania e l'Orda d'Oro allo scopo di preservare l'indipendenza del Principato di Rjazan'.